# لنگیتهو
لنگیتهو (به انگلیسی: Llangeitho) یک منطقهٔ مسکونی در بریتانیا است که در Ceredigion واقع شده‌است. لنگیتهو ۸۱۹ نفر جمعیت دارد.